# Fudbalski klub Zeta
Il Fudbalski klub Zeta, noto anche come Zeta Golubovci (in montenegrino: Фудбалски клуб Зета), è una società calcistica montenegrina di Golubovci. Milita nella Treća crnogorska fudbalska liga, la terza divisione del campionato montenegrino di calcio.
Il club venne fondato nel 1927 come FK Danica, per poi cambiare nome nel 1945 in FK Napredak, per assumere infine la denominazione attuale nel 1955. Dalla fine della seconda guerra mondiale, e fino al 1962, il club partecipò al campionato locale di Titograd, per poi militare, fino al 1996 nella lega regionale del Montenegro. Proprio nel 1996 si verificarono due avvenimenti di grande importanza: la promozione nella seconda divisione del campionato federale jugoslavo e l'acquisto del club da parte del controverso business man, e membro dell'organizzazione paramilitare JSO, Radojica "Rajo" Božović.
Nel 2000 la squadra venne promossa nel massimo campionato di Serbia e Montenegro, e nella stagione 2004-2005 raggiunse il terzo posto assoluto alle spalle delle superpotenze calcistiche del Partizan e della Stella Rossa di Belgrado.
Dal 2006, dopo l'indipendenza del Montenegro, il club milita nel campionato montenegrino di calcio, di cui ha vinto l'edizione 2007.

## Stadio
Il club disputa i propri match interni nello Stadio Trešnjica, impianto con una capacità di 3.000 spettatori.

## Rosa attuale
| N. |                       | Ruolo | Calciatore           |
| -- | --------------------- | ----- | -------------------- |
| 1  | Montenegro (bandiera) | P     | Aleksa Maras         |
| 2  | Montenegro (bandiera) | D     | Bojan Aligrudić      |
| 4  | Montenegro (bandiera) | D     | Nemanja Cavnić       |
| 5  | Montenegro (bandiera) | D     | Igor Vujacić         |
| 6  | Montenegro (bandiera) | C     | Nenad Šofranac       |
| 7  | Montenegro (bandiera) | A     | Miljan Vlaisavljević |
| 8  | Montenegro (bandiera) | C     | Darko Marković       |
| 10 | Montenegro (bandiera) | C     | Stefan Vukčević      |
| 12 | Montenegro (bandiera) | P     | Marko Novović        |
| 15 | Montenegro (bandiera) | C     | Velimir Vukcević     |
| 17 | Montenegro (bandiera) | C     | Luka Klikovac        |

| N. |                       | Ruolo | Calciatore         |
| -- | --------------------- | ----- | ------------------ |
| 22 | Montenegro (bandiera) | A     | Demir Škrijelj     |
| 26 | Montenegro (bandiera) | D     | Stefan Knezević    |
| 28 | Serbia (bandiera)     | C     | Darko Bjedov       |
| 90 | Montenegro (bandiera) | C     | Filip Kukuličić    |
| -- | Montenegro (bandiera) | P     | Mladen Bozović     |
| -- | Serbia (bandiera)     | D     | Vladimir Obradović |
| -- | Montenegro (bandiera) | D     | Milos Popović      |
| -- | Montenegro (bandiera) | C     | Nemanja Sekulić    |
| -- | Serbia (bandiera)     | C     | Stevan Zivković    |
| -- | Lettonia (bandiera)   | A     | Edgars Karklins    |
| -- | Montenegro (bandiera) | A     | Ivan Tomasević     |

## Palmarès

### Competizioni nazionali
- Crnogorska republička liga: 1

1997-1998
- Campionato montenegrino: 1

2006-2007
- Druga liga SR Jugoslavije: 1

1999-2000 (girone ovest)
- Treća crnogorska fudbalska liga: 1

2023-2024

### Altri piazzamenti
- Campionato serbo:

Terzo posto: 2004-2005
- Campionato montenegrino:

Secondo posto: 2007-2008, 2016-2017
Terzo posto: 2011-2012, 2018-2019
- Coppa del Montenegro:

Semifinalista: 2006-2007, 2010-2011, 2020-2021

## Statistiche e record

### Statistiche nelle competizioni UEFA
Tabella aggiornata alla fine della stagione 2019-2020.
| Competizione                  | Partecipazioni | G  | V | N | P  | RF | RS |
| ----------------------------- | -------------- | -- | - | - | -- | -- | -- |
| UEFA Champions League         | 1              | 4  | 1 | 0 | 3  | 5  | 7  |
| Coppa UEFA/UEFA Europa League | 7              | 20 | 4 | 5 | 11 | 17 | 41 |
| Coppa Intertoto               | 1              | 2  | 0 | 0 | 2  | 1  | 4  |